# ローコンバット
ローコンバット（Raw combat）とは、オーストラリア出身のルーク・ホロウェイがインドネシアの武術であるシラット太極拳獅子舞など、その他多くの技法を元に編み出した近接格闘術、護身術である。

## 概要
ローコンバットは複数の国家の軍隊、警察などで訓練されており、銃やナイフなどを利用したテクニックが用いられ、状況に応じて自在に変化、連続することが特徴とされる。
創始者であるルーク・ホロウェイによる動画がYouTubeなどに多数投稿されている。世界各国にトレーニングセンターがあり、日本でも2010年（平成22年）11月に、埼玉県さいたま市にタクティカルトレーニングセンターを開設した。タクティカルトレーニングセンターは翌年閉鎖されたが、現在もさいたま市と横浜市でスクールやセミナーを開催している。

## 護身術としてのローコンバット
殺傷武器から身を守る為のテクニックが多数存在することから、近年では一般人向けにした内容の護身術も教えている。実戦的なシラットから生まれたローコンバットは、ムダのない動きや、力の強弱に関わらない体のコントロール方法、ナイフなど凶器を持った相手からの逃げ方など、護身術としても活用されている。
ローコンバットの護身術指導には、単にトラブルからの脱出だけでなく、トラブルに遭わないように日頃から気をつけるポイントなども含まれており、女性や子供、子供を守る立場にある親や学校関係者などにも有用と思われる。

## 専門的な分野での活用
シラットのうち、軍に採用された技法をベースとしており、相手の無能力化にも長けており、警察やボディーガードなど、自分以外の対象を守る仕事に従事する者にも活用されている。高級テクニックには、銃（ハンドガン・ライフル）やナイフ、警棒などを使った技法や、逆に相手がこれら殺傷武器を使用している場合に対処する技法などがあるという。